# Cheumatopsyche addita
Cheumatopsyche addita là một loài Trichoptera trong họ Hydropsychidae. Chúng phân bố ở miền Cổ bắc.